# جون ألبرت أوتول
جون ألبرت أوتول (بالإنجليزية: John Albert O'Toole)‏ هو ضابط أمريكي، ولد في 1916م، وتوفي في 1942م.